# Vanavond (Uit m'n bol)
Vanavond (Uit m'n bol) is een lied van het Nederlandse dj-trio Kris Kross Amsterdam, de Nederlandse rapper Donnie en de Nederlandse zanger Tino Martin. Het werd in 2022 als single uitgebracht. Het stond in 2023 als achtste track op het album De kibbelingsound van Donnie en eveneens in 2023 als zesde track op het album Dit is het levenslied van Tino Martin.

## Achtergrond
Vanavond (Uit m'n bol) is geschreven door André Gerardus Hazes, Bart Janssen, Carlos Vrolijk, Dennis Foekens, Donald Scloszkie, Emile Hartkamp, Jordy Huisman, Sander Huisman, Yuki Kempees, Riny Schreijenberg, Brahim Fouradi en Sigourney Korper en geproduceerd door Kris Kross Amsterdam en Project Money. Het is een nummer dat past in de genres nederpop, nederhop en pop rap. Het nummer is een bewerking van Uit m'n bol van André Hazes uit 1993. Deze cover werd voor het eerst ten gehore gebracht bij televisieprogramma Hazes is de basis. Bij dit programma zongen verschillende artiesten covers van Hazes en konden artiesten hun eigen draai aan nummers geven. Voor dit programma wilde Kris Kross Amsterdam eigenlijk Kleine jongen bewerken, maar dit nummer was al door Trijntje Oosterhuis uitgekozen. De keuze voor Uit m'n bol was uiteindelijk geen ongelukkige. Na de uitzending werd het nummer veelvoudig beluisterd en het werd een hit. De single heeft de dubbelplatina status in Nederland.
Het was de eerste keer dat de artiesten allen tegelijkertijd op een lied te horen waren. Wel werd er al onderling samengewerkt door Tino Martin met Kris Kross Amsterdam. Dit deden zij op Loop niet weg. Donnie en Kris Kross Amsterdam herhaalden dan weer hun samenwerking op Der af (Oya lélé).

## Hitnoteringen
De artiesten hadden succes met het lied in de hitlijsten van Nederland. Het piekte op de tweede plaats van de Nederlandse Single Top 100 en stond 83 weken in deze hitlijst. Het kwam tot de zevende positie van de Nederlandse Top 40 en stond twaalf weken in deze lijst.